# Squalius laietanus
Squalius laietanus är en fiskart som beskrevs av Doadrio, Kottelat och De Sostoa 2007. Squalius laietanus ingår i släktet Squalius och familjen karpfiskar. IUCN kategoriserar arten globalt som livskraftig. Inga underarter finns listade i Catalogue of Life.